# Rivalité entre l'Algérie et la Tunisie en football
La rivalité entre l'Algérie et la Tunisie en football commence le 1er juin 1957.
L'Algérie a disputé à ce jour 48 matchs face à la Tunisie.

## Historique
Le premier match a lieu le 1er juin 1957 lors d'un match amical contre l'équipe de l'ALN alors que l'Algérie est une colonie française. C'est à cette époque que les matchs sont les plus réguliers. En effet, les deux équipes se rencontrent à six reprises entre 25 juin 1957 et 3 mai 1958, avec huit victoires pour les Algériens.
Après l'indépendance de l'Algérie, le premier match officiel a lieu le 15 décembre 1963, lors d'un match amical au stade Chedly-Zouiten à Tunis. Les équipes se rencontrent également trois fois lors de la phase de qualification de la coupe du monde en 1970, 1978 et 1986. Le bilan global est légèrement favorable aux Algériens avec seize victoires, quatorze nuls et quatorze défaites. La dernière défaite de l'Algérie contre ses voisins remonte au 19 janvier 2017, lors de la CAN 2017 organisée par le Gabon. Avant ce match, les deux équipes se sont rencontrées une fois lors de la CAN 2013, également dominée par les Tunisiens. Actuellement, les Algériens dominent le record du face-à-face, néanmoins, dans les compétitions officielles, la Tunisie l'emporte sur l'Algérie.

## Liste des confrontations
|    | Date              | Lieu                                                   | Match             | Score     | Compétition                        | Buts D                                        | Buts E                                   |
| -- | ----------------- | ------------------------------------------------------ | ----------------- | --------- | ---------------------------------- | --------------------------------------------- | ---------------------------------------- |
| 1  | 15 décembre 1963  | Stade Chedly-Zouiten - Tunis - Tunisie                 | Tunisie - Algérie | 0-0       | Match amical                       | -                                             | -                                        |
| 2  | 27 décembre 1964  | Stade du 20-Août-1955 - Alger - Algérie                | Algérie - Tunisie | 1-0       | Qualifications JA 1965             | Bentahar 89e                                  | -                                        |
| 3  | 14 mars 1965      | Stade Chedly-Zouiten - Tunis - Tunisie                 | Tunisie - Algérie | 0-0       | Qualifications JA 1965             | -                                             | -                                        |
| 4  | 17 novembre 1968  | Stade du 20-Août-1955 - Alger - Algérie                | Algérie - Tunisie | 1-2       | Élim. coupe du monde 1970          | Amirouche 29e (pen.)                          | Chakroun 73e 78e                         |
| 5  | 29 décembre 1968  | Stade olympique d'El Menzah - Tunis - Tunisie          | Tunisie - Algérie | 0-0       | Élim. coupe du monde 1970          | -                                             | -                                        |
| 6  | 5 juin 1972       | Stade olympique d'El Menzah - Tunis - Tunisie          | Tunisie - Algérie | 3-1       | Match amical                       | Mohamed Ali Akid 32e 59e 72e                  | Gamouh 50e                               |
| 7  | 16 novembre 1972  | Stade olympique d'El Menzah - Tunis - Tunisie          | Tunisie - Algérie | 1-2       | Match amical                       | Habita 44e                                    | Dali 4e 18e                              |
| 8  | 12 mai 1974       | Stade du 5-Juillet-1962 - Alger - Algérie              | Algérie - Tunisie | 1-2       | Match amical                       | Gamouh 4e                                     | A. Melki 71e (pen.), Lahzami 82e         |
| 9  | 23 mars 1975      | Stade olympique d'El Menzah - Tunis - Tunisie          | Tunisie - Algérie | 1-1       | Qualifications pour la CAN 1976    | Habita 86e                                    | Gamouh 64e                               |
| 10 | 6 avril 1975      | Stade Ahmed-Zabana - Oran - Algérie                    | Algérie - Tunisie | 1-2       | Qualifications pour la CAN 1976    | Ighil 59e                                     | Khouini 44e 89e                          |
| 11 | 11 mai 1975       | Stade du 5-Juillet-1962 - Alger - Algérie              | Algérie - Tunisie | 1-1       | Qualifications JO 1976             | Madani 83e                                    | Habita 38e                               |
| 12 | 1er juin 1975     | Stade olympique d'El Menzah - Tunis - Tunisie          | Tunisie - Algérie | 2-1       | Qualifications JO 1976             | Agrebi 56e, Limam 74e                         | Belkedrouci 80e                          |
| 13 | 4 septembre 1975  | Stade du 5-Juillet-1962 - Alger - Algérie              | Algérie - Tunisie | 2-1 a. p. | Jeux méditerranéens de 1975        | Naïm 62e, Draoui 96e                          | Kammoun 70e                              |
| 14 | 6 février 1977    | Stade olympique d'El Menzah - Tunis - Tunisie          | Tunisie - Algérie | 2-0       | Élim. coupe du monde 1978          | Akid 57e, Kaabi 74e                           | -                                        |
| 15 | 28 février 1977   | Stade du 5-Juillet-1962 - Alger - Algérie              | Algérie - Tunisie | 1-1       | Élim. coupe du monde 1978          | Guendouz 34e                                  | Jebali 89e                               |
| 16 | 23 septembre 1979 | Stade de Poljud - Split - Yougoslavie                  | Tunisie - Algérie | 1-1       | Jeux méditerranéens de 1979        | Bayari 5e                                     | Bousri 38e                               |
| 17 | 7 février 1982    | Stade olympique d'El Menzah - Tunis - Tunisie          | Tunisie - Algérie | 0-1       | Match amical                       | -                                             | Assad 56e                                |
| 18 | 19 décembre 1982  | Stade olympique d'El Menzah - Tunis - Tunisie          | Tunisie - Algérie | 0-1       | Match amical                       | -                                             | Guemri 56e                               |
| 19 | 11 septembre 1983 | Stade Ben M'Hamed El Abdi - El Jadida - Maroc          | Tunisie - Algérie | 3-2       | Jeux méditerranéens de 1983        | Hergal 10e, Rakbaoui 31e, S. Ben Messaoud 43e | Belloumi 34e, Guendouz 89e (pen.)        |
| 20 | 30 décembre 1984  | Stade Félix-Houphouët-Boigny - Abidjan - Côte d'Ivoire | Algérie - Tunisie | 3-1       | Match amical (Tournoi d'Abidjan)   | Jefjef 28e 61e, Yahi 75e                      | Hsoumi pen.                              |
| 21 | 1er mai 1985      | Stade olympique d'El Menzah - Tunis - Tunisie          | Tunisie - Algérie | 1-0       | Match amical                       | Maâloul 80e (pen.)                            | -                                        |
| 22 | 6 octobre 1985    | Stade olympique d'El Menzah - Tunis - Tunisie          | Tunisie - Algérie | 1-4       | Élim. coupe du monde 1986          | Rakbaoui 15e                                  | Madjer 24e, Menad 43e 87e, Kaci-Saïd 67e |
| 23 | 18 octobre 1985   | Stade du 5-Juillet-1962 - Alger - Algérie              | Algérie - Tunisie | 3-0       | Élim. coupe du monde 1986          | Madjer 8e, Menad 34e, Yahi 78e                | -                                        |
| 24 | 11 janvier 1987   | Stade olympique d'El Menzah - Tunis - Tunisie          | Tunisie - Algérie | 0-2       | Qualifications JA 1987             |                                               | Belloumi 17e, Menad 87e                  |
| 25 | 27 mars 1987      | Stade du 5-Juillet-1962 - Alger - Algérie              | Algérie - Tunisie | 1-0       | Qualifications pour la CAN 1988    | Madjer 18e (pen.)                             |                                          |
| 26 | 12 avril 1987     | Stade olympique d'El Menzah - Tunis - Tunisie          | Tunisie - Algérie | 1-1       | Qualifications pour la CAN 1988    | Rakbaoui 31e                                  | Menad 38e                                |
| 27 | 11 décembre 1987  | Stade du 5-Juillet-1962 - Alger - Algérie              | Algérie - Tunisie | 0-0       | Qualifications Coupe arabe 1988    | -                                             | -                                        |
| 28 | 5 novembre 1988   | Stade olympique d'El Menzah - Tunis - Tunisie          | Tunisie - Algérie | 1-0       | Match amical                       | Rakbaoui 32e                                  | -                                        |
| 29 | 4 avril 1989      | Stade du 5-Juillet-1962 - Alger - Algérie              | Algérie - Tunisie | 2-0       | Match amical                       | Hadj Adlane 34e, Menni 80e                    | -                                        |
| 30 | 1er novembre 1989 | Stade olympique d'El Menzah - Tunis - Tunisie          | Tunisie - Algérie | 0-0       | Match amical                       | -                                             | -                                        |
| 31 | 5 mars 1991       | Stade du 19-Mai-1956 - Annaba - Algérie                | Algérie - Tunisie | 2-1       | Match amical                       | Rahem 51e, Bounâas 76e                        | K. Khmiri 83e                            |
| 32 | 7 avril 1991      | Stade olympique d'El Menzah - Tunis - Tunisie          | Tunisie - Algérie | 0-0       | Match amical                       | -                                             | -                                        |
| 33 | 23 septembre 1992 | Stade olympique d'El Menzah - Tunis - Tunisie          | Tunisie - Algérie | 1-1       | Match amical                       | Hamrouni 16e                                  | Meziane 38e                              |
| 34 | 16 décembre 1994  | Stade Taïeb-Mehiri - Sfax - Tunisie                    | Tunisie - Algérie | 1-0       | Match amical                       | Bechaouch 55e                                 | -                                        |
| 35 | 22 juillet 1995   | Stade du 5-Juillet-1962 - Alger - Algérie              | Algérie - Tunisie | 2-1       | Match amical                       | Lazizi 81e, Kaci-Saïd 88e                     | Ben Hassen 55e                           |
| 36 | 5 novembre 1995   | Stade olympique d'El Menzah - Tunis - Tunisie          | Tunisie - Algérie | 2-0       | Match amical (Coupe du 7-Novembre) | A. Sellimi 12e, Ben Hassen 56e                | -                                        |
| 37 | 4 janvier 1997    | Stade Taïeb-Mehiri - Sfax - Tunisie                    | Tunisie - Algérie | 0-0       | Match amical                       | -                                             | -                                        |
| 38 | 31 mai 1997       | Stade Taïeb-Mehiri - Sfax - Tunisie                    | Tunisie - Algérie | 0-1       | Match amical                       | -                                             | Tasfaout 49e                             |
| 39 | 22 janvier 1999   | Stade du 5-Juillet-1962 - Alger - Algérie              | Algérie - Tunisie | 0-1       | Qualifications pour la CAN 2000    |                                               | F. Rouissi 44e                           |
| 40 | 6 juin 1999       | Stade olympique d'El Menzah - Tunis - Tunisie          | Tunisie - Algérie | 2-0       | Qualifications pour la CAN 2000    | I. Mhadhbi 55e, Mamouni 89e (csc)             |                                          |
| 41 | 28 juin 2000      | Stade Chedly-Zouiten - Tunis - Tunisie                 | Tunisie - Algérie | 2-2       | Match amical                       | I. Mhadhbi 58e, 70e                           | Abaci 23e, Meçabih 44e                   |
| 42 | 12 novembre 2011  | Stade Mustapha-Tchaker - Blida - Algérie               | Algérie - Tunisie | 1-0       | Match amical                       | Boudebouz 42e                                 | -                                        |
| 43 | 22 janvier 2013   | Stade Royal Bafokeng - Rustenburg - Afrique du Sud     | Algérie - Tunisie | 0-1       | CAN 2013                           |                                               | Msakni 90e                               |
| 44 | 11 janvier 2015   | Stade olympique de Radès - Tunis - Tunisie             | Tunisie - Algérie | 1-1       | Match amical                       | Khazri 44e                                    | Cadamuro 39e                             |
| 45 | 19 janvier 2017   | Stade de Franceville - Franceville - Gabon             | Tunisie - Algérie | 2-1       | CAN 2017                           | Mandi 50e (csc), Sliti 66e                    | Hanni 91e                                |
| 46 | 26 mars 2019      | Stade Mustapha-Tchaker - Blida - Algérie               | Algérie - Tunisie | 1-0       | Match amical                       | Bounedjah 70e (pen.)                          | -                                        |
| 47 | 11 juin 2021      | Stade olympique de Radès - Tunis - Tunisie             | Tunisie - Algérie | 0-2       | Match amical                       | -                                             | Bounedjah 19e, Mahrez 28e                |
| 48 | 18 décembre 2021  | Stade Al-Bayt - Al-Khor - Qatar                        | Tunisie - Algérie | 0-2       | Coupe arabe de la FIFA 2021        | -                                             | Sayoud 99e, Brahimi 105+4e               |
| 49 | 20 juin 2023      | Stade du 19-Mai-1956 - Annaba - Algérie                | Algérie - Tunisie | 1-1       | Match amical                       | Mahrez 38e (pen.)                             | Talbi 13e                                |

## Bilan (1963-2023)
| Type                          | Rencontres | Victoires Algérie | Nuls | Victoires Tunisie | Buts Algérie | Buts Tunisie | Différence |
| ----------------------------- | ---------- | ----------------- | ---- | ----------------- | ------------ | ------------ | ---------- |
| Coupe d'Afrique des nations   | 2          | 0                 | 0    | 2                 | 1            | 3            | -2         |
| Éliminatoires coupe du monde  | 6          | 2                 | 2    | 2                 | 9            | 6            | +3         |
| Éliminatoires coupe d'Afrique | 6          | 1                 | 2    | 3                 | 4            | 7            | -3         |
| Qualifications JO             | 2          | 0                 | 1    | 1                 | 2            | 3            | -1         |
| Qualifications JA             | 3          | 2                 | 1    | 0                 | 3            | 0            | +3         |
| Jeux méditerranéens           | 3          | 1                 | 1    | 1                 | 5            | 5            | 0          |
| ِCoupe arabe                   | 2          | 1                 | 1    | 0                 | 2            | 0            | 2          |
| Matchs amicaux                | 25         | 11                | 8    | 6                 | 25           | 19           | +6         |
| Total                         | 49         | 18                | 16   | 15                | 51           | 43           | +8         |